# Викстрём, Йон
Йо́н Эдвин Ви́кстрём (швед. John Edvin Vikström; 1 октября 1931, Круунупюю, Финляндия) — финский лютеранский церковный деятель; с 1982 по 1998 годы — архиепископ Турку и примас Евангелическо-лютеранской церкви Финляндии.

## Биография
Родился 1 октября 1931 года в Круунупюю в Финляндии. В 1956 году окончил Университет Хельсинки со степенью кандидата теологии, а в 1966 году защитил степень доктора теологии в Академии Або. С 1982 по 1998 годы — архиепископ Турку, примас Евангелическо-лютеранской церкви Финляндии. С 1998 года вышел на пенсию.